# Type 1 Ho-Ni II
Il Type 1 Ho-Ni II è stato un semovente d'artiglieria progettato dall'Impero giapponese nel 1941, all'inizio della seconda guerra mondiale, e armato con l'obice divisionale Type 91 da 105 mm per fornire un più rapido e ravvicinato fuoco d'appoggio alla fanteria. Fu prodotto in meno di sessanta esemplari e partecipò soltanto marginalmente ad alcuni combattimenti sul fronte del Pacifico.

## Storia

### Sviluppo
All'inizio degli anni quaranta i comandi dell'esercito imperiale cominciarono a studiare soluzioni per rendere più agevole l'impiego delle artiglierie divisionali, quantomeno quelle di piccolo e medio calibro; studiando i veicoli concepiti dall'esercito tedesco o da quello italiano, decisero di montare cannoni e obici sullo scafo di carri armati. Fu scelto il blindato medio Type 97 Chi-Ha, apprezzato e piuttosto diffuso, cui vennero apportate alcune modifiche: la torretta venne rimossa assieme alla parte anteriore della sovrastruttura, sostituite da una casamatta aperta sul cielo e sul retro che ospitava il pezzo d'artiglieria. Basandosi su questa conversione vennero ideati due veicoli semoventi, il Type 1 Ho-Ni I con un cannone da campagna Type 90 da 75 mm e il Type 1 Ho-Ni II, il cui primo esemplare venne consegnato nel luglio 1942 armato di un obice Type 91.

### Produzione
La produzione prese avvio solo nel 1943 e continuò fino alla fine della guerra nel Pacifico nell'estate del 1945; in totale vennero costruiti 54 esemplari. Una fonte riporta, invece, che vennero fabbricate 138 unità di entrambi i modelli di Type 1, senza specificare il numero esatto di Ho-Ni I e Ho-Ni II.

### Impiego operativo
Tutti i veicoli furono integrati nelle divisioni carri e nell'arma dell'artiglieria riprendendone l'organizzazione, ma non raramente furono impiegati in funzione anticarro, ad esempio in Birmania e nelle Filippine: proprio in previsione di simili evenienze erano stati prodotti dei proiettili HEAT per l'obice Type 91. I proietti pesavano 10,91 chili, erano lunghi 364 millimetri e riuscivano a penetrare piastre da 120 mm; la fonte non riporta però la distanza di sparo né l'inclinazione delle piastre durante i collaudi.

## Caratteristiche
Il Type 1 Ho-Ni II era visivamente quasi identico al primo modello, e ne differiva solo per l'armamento: era infatti equipaggiato con un obice Type 91 da 105 mm, alloggiato nella casamatta inchiavardata sulla parte anteriore dello scafo di un Type 97 Chi-Ha. L'alzo eseguito manualmente copriva un arco che andava da +20° a -5° mentre il brandeggio, sempre manuale, era pari a 20° a veicolo fermo; la volata sporgeva oltre il bordo dello scafo per 38 centimetri. Non era presente nessuna mitragliatrice per la difesa ravvicinata poiché il Type 1 non avrebbe dovuto operare in prima linea.
Il motore era rimasto il Type 97 a 12 cilindri a V erogante 170 hp, con un cambio a quattro marce avanti e una retromarcia; il consumo medio si attestava sui 112 litri ogni 100 chilometri percorsi e l'autonomia di 210 chilometri era garantita dal serbatoio con una capienza massima di 235 litri. Il motore era situato nel retro dello scafo e la trasmissione correva sotto il pavimento fino alle due ruote motrici anteriori doppie; quelle di rinvio erano posteriori. Anche il treno di rotolamento non aveva subito interventi: contava tre rulli di rinvio superiori e sei doppie ruote gommate di medio diametro, con quelle centrali accoppiate mediante due carrelli. Questi e le due ruote più esterne erano vicolati a un totale di quattro bracci oscillanti longitudinali, collegati a tre molle elicoidali che assorbivano urti e simili durante la marcia. I cingoli erano larghi 305 mm e ciascuno era formato da 97 maglie, con una guida a dente centrale; sviluppavano una pressione al suolo di 0,59 kg/cm².
La corazzatura non era stata incrementata visto il ruolo che il Type 1 avrebbe dovuto ricoprire, cioè il sostegno indiretto dalla seconda linea: perciò le piastre erano spesse al massimo 26 mm, valore riscontrabile sulle fiancate della sola sovrastruttura, mentre sul muso dello scafo arrivavano a 20 mm (25 mm sulla sovrastruttura); l'inclinazione dell'armatura era superiore ai 60° dall'orizzontale, dunque non garantiva molta resistenza. La casamatta che conteneva l'obice era stata invece meglio blindata, con una corazzatura frontale di 51 mm, ma il fatto che fosse scoperta rendeva i serventi del pezzo esposti ad attacchi aerei a bassa quota o a imboscate di fanteria.
Le prestazioni del Type 1 erano nella media: riusciva a superare ostacoli verticali di 90 centimetri, guadi profondi un metro e trincee larghe fino a 2,50 metri. Riguardo al peso complessivo del sistema d'arma esistono divergenze: le fonti indicano 14,7 tonnellate, 14,77 o 16,1 tonnellate.